# Bollé (Barsalogho)
Pour les articles homonymes, voir Bollé.
Bollé est une localité située dans le département de Barsalogho de la province du Sanmatenga dans la région Centre-Nord au Burkina Faso.

## Géographie
Situé au nord du département et dispersé en plusieurs centres d'habitations distincts, Bollé se trouve à 5 km à l'est de Foubé et à environ 60 km au nord de Barsalogho, le chef-lieu du département.

## Histoire
Le 28 avril 2019, une attaque contre les milices Koglwéogo du village – qui s'inscrit dans le cadre de l'insurrection djihadiste au Burkina Faso – fait quatre morts dans le village. Ces violences répétées entrainent le départ d'une grande partie des habitants de Bollé vers les camps de déplacés internes de Barsalogho et de Kaya.

## Économie
L'économie du village repose principalement sur l'agro-pastoralisme et l'activité commerciale de son grand marché local.

## Éducation et santé
Le centre de soins le plus proche de Bollé est le centre de santé et de promotion sociale (CSPS) de Foubé tandis que le centre médical avec antenne chirurgicale (CMA) se trouve à Barsalogho et le centre hospitalier régional (CHR) à Kaya.
Bollé possède une école primaire publique.